# Carlos Bonet
Carlos Bonet Cáceres (* 2. Oktober 1977 in Lambaré) ist ein ehemaliger paraguayischer Fußballspieler. 
Er absolvierte 79 Länderspiele für die paraguayische Fußballnationalmannschaft und nahm an drei Fußball-Weltmeisterschaften teil. 

## Vereinskarriere
Bonet begann seine Profikarriere 1997 in Paraguay bei Sol de América aus der Hauptstadt Asunción. Von 1998 bis 2002 folgten vier Lehrjahre in der zweiten argentinischen Liga bei Atlético de Rafaela. Bei seiner Rückkehr in die Heimat 2002 kam dann sein großer Durchbruch. Mit dem paraguayischen Spitzenclub Libertad Asunción wurde der Mittelfeldspieler in sechs Spielzeiten viermal Meister. Mitte 2007 verpflichtete ihn der mexikanische Erstligist CD Cruz Azul. Dort sicherte er sich einen Stammplatz und blieb zwei Jahre, ehe er Mitte 2009 nach Paraguay zurückkehrte und sich dem Club Olimpia anschloss. Nach einem Jahr wechselte er wieder zu Libertad. Dort konnte er in den Jahren 2010 und 2012 erneut die Meisterschaft gewinnen. Mitte 2012 heuerte er bei Ligakonkurrent Cerro Porteño an, wo er in den folgenden Jahren drei weitere Male paraguayischer Meister wurde. In der Saison 2016 kam er seltener zum Einsatz und wechselte Anfang 2017 zu Deportivo Capiatá, ein halbes Jahr später zog er zu Club Nacional weiter. Mitte 2018 kehrte er zu Capiatá zurück, wo er zum Ende des Jahres die letzten Spiele seiner Laufbahn absolvierte. Im Laufe seiner Karriere wurde Bonet achtmal paraguayischer Meister.

## Nationalmannschaft
Auch in der paraguayischen Nationalmannschaft schaffte Carlos Bonet 2002 den Durchbruch. Erst in der Vorbereitung zur Fußball-Weltmeisterschaft 2002 in Asien stieß er zum Team, kam aber gleich zu seinem ersten WM-Einsatz im Achtelfinale. Auch bei den Weltmeisterschaften 2006 in Deutschland und 2010 in Südafrika stand er im Kader. Bei den drei Turnieren stand Bonet zusammengenommen in sechs Spielen auf dem Platz. Zudem nahm er an der Copa América 2007 teil.
Insgesamt bestritt Bonet von 2002 bis 2013 79 Spiele für sein Land und erzielte dabei ein Tor.

## Titel / Erfolge
- Paraguayischer Meister 2002, 2003, 2006, 2007, 2010 (mit Libertad Asunción), 2012, 2013, 2015 (mit Cerro Porteño)
- Paraguayischer Vize-Meister 2004, 2005 (mit Libertad Asunción)